# Distrito Federal do Sul
 

Localização do Distrito Federal do Sul na Federação Russa

O Distrito Federal do Sul (russo: Ю́жный федера́льный о́круг, tr. Yuzhny federalny okrug, pronúncia russa: [ˈjuʐnɨj fʲɪdʲɪˈralʲnɨj ˈokrʊk]) é um dos oito distritos federais da Rússia. Seu território fica principalmente na estepe pôntico-cáspia do sul da Rússia. O Distrito Federal do Sul faz fronteira com a Ucrânia, o Mar de Azov e o Mar Negro a oeste, e o Cazaquistão e o Mar Cáspio a leste.